# روبرت إيمرسون
روبرت إيمرسون (بالإنجليزية: Robert Emerson)‏ هو أحيائي فيزيائي وكيميائي أمريكي، ولد في 4 نوفمبر 1903 في نيويورك في الولايات المتحدة، وتوفي في 4 فبراير 1959.

## وصلات خارجية
- روبرت إيمرسون على موقع الموسوعة البريطانية (الإنجليزية)